# Матулайтис, Юргис
Ю́ргис Болесловас Матуле́вичюс-Матула́йтис (лит. Jurgis Boleslovas Matulevičius-Matulaitis, Е́жи Боле́слав Матуле́вич-Матула́йтис, пол. Jerzy Bolesław Matulewicz-Matulaitis; 13 апреля 1871, деревня Лугине близ Мариямполе — 27 января 1927, Каунас) — католический религиозный деятель, виленский архиепископ (1918—1925), член монашеской конгрегации Непорочного зачатия Пресвятой Девы Марии, блаженный.

## Биография
Родился в маленькой деревне Лугине в литовской крестьянской семье. Начальную школу посещал в Мариямполе (с 1879 года), там же с 1883 года учился в гимназии. При содействии кузена Яна Матулайтиса, профессора семинарии и гимназии в Кельце, поступил в католическую семинарию в Кельце в 1889 году, по другим сведениям в 1891 году. После того, как семинария была закрыта российскими властями (1893), перешёл в Варшавскую семинарию. В Польше изменил свою фамилию на польский лад (Матулевич).
Обучение продолжил в Императорской Римско-католической духовной академии в Санкт-Петербурге. Окончил академию с золотой медалью (1899). Магистерскую работу писал под руководством профессора Йонаса Мачюлиса (Майрониса). Был рукоположён в священники. В Фрибуре (Швейцария) защитил докторскую диссертацию «Русская православная доктрина об изначальной праведности» (издана в Кракове) и получил учёную степень доктора теологии (1902). Преподавал каноническое право и латинскую литературу в семинарии в Кельце (1902—1904).
С 1907 года преподавал в Санкт-Петербургской католической духовной академии. Стал первым профессором кафедры социологии в Духовной академии. В 1909 году занял кафедру догматической теологии.
С одобрения папы римского деятельно восстанавливал тайную конгрегацию мариан (братство Непорочного Зачатия Пресвятой Девы Марии), подготовил новую Конституцию конгрегации, которую папа римский Пий X одобрил в 1910 году.
В 1918 году вернулся в Литву. Был назначен епископом Вильны. Предпринимал шаги против разделения Виленской епархии между Литвой и Польшей.
В 1923 году основал женскую монашескую конгрегацию евхаристок.
В 1925 году папа Пий XI, бывший прежде нунцием в Польше и отдававший себе отчёт в сложности литовско-польских отношений, удовлетворил прошение Матулайтиса об освобождении его от архипастырских обязанностей. В Риме Матулайтис был назначен титулярным архиепископом Адулиса и апостольским визитатором Литвы.
Умер в Каунасе 27 января 1927 года. Похоронен был в кафедральном соборе в Каунасе, в 1934 году останки были перенесены в Мариямполе.

## Матулайтис и его связь с российской миссией
Стараниями Матулайтиса в 1915 г. марианам удалось основать приют на 200 сирот, с полным гимназическим курсом, под Варшавой, также Матулайтис был куратором приюта для русских инвалидов, оказавшихся на оккупированной немцами, в результате Первой мировой войны, территории. В многонациональном городе Вильнюсе, в сердце епископа было место для русских эмигрантов, так он общался с представителями Русского Общества, передавал деньги- пожертвования Апостольского Престола на открытие и содержание приюта для русских детей в Вильно, так же жертвовали и от себя лично.
Основав в 1923 г. орден Сестер Служительниц Иисуса в Евхаристии, в своем Декрете, епископ писал о необходимости для монахинь «посвящать себя делам милосердия, а особенно обучению девушек, как католического, так и, прежде всего, не католического вероисповедания». В 1924 г. в Друе он приступил к основанию Восточной ветви ордена мариан. Богослужения в восточном обряде, просветительская работа и изучение византийской духовности должны были способствовать сближению католичества и православия. Монастырь в Друе дал таких известных священнослужителей, как архимандриты Фабиан Абрантович и Андрей Цикото работавших в Апостольском экзархате Харбина. Много других самоотверженных личностей связано с марианским служением в Русском апостолате византийского обряда, среди них: Георгий Брянчанинов, Иосиф Германович, Сергей Гаек, Андрей Катков и др.
Кроме того, Матулайтис разрешил иезуитам восточного обряда основать свой монастырь в Альбертине, вернул Украинскому Ордену Василиан церковь и монастырь в Торокане, в 1925 году он был свидетелем присоединения к Католической церкви православного архимандрита Свято-духова монастыря и ректора Виленской семинарии Филиппа (Морозова).

## Беатификация

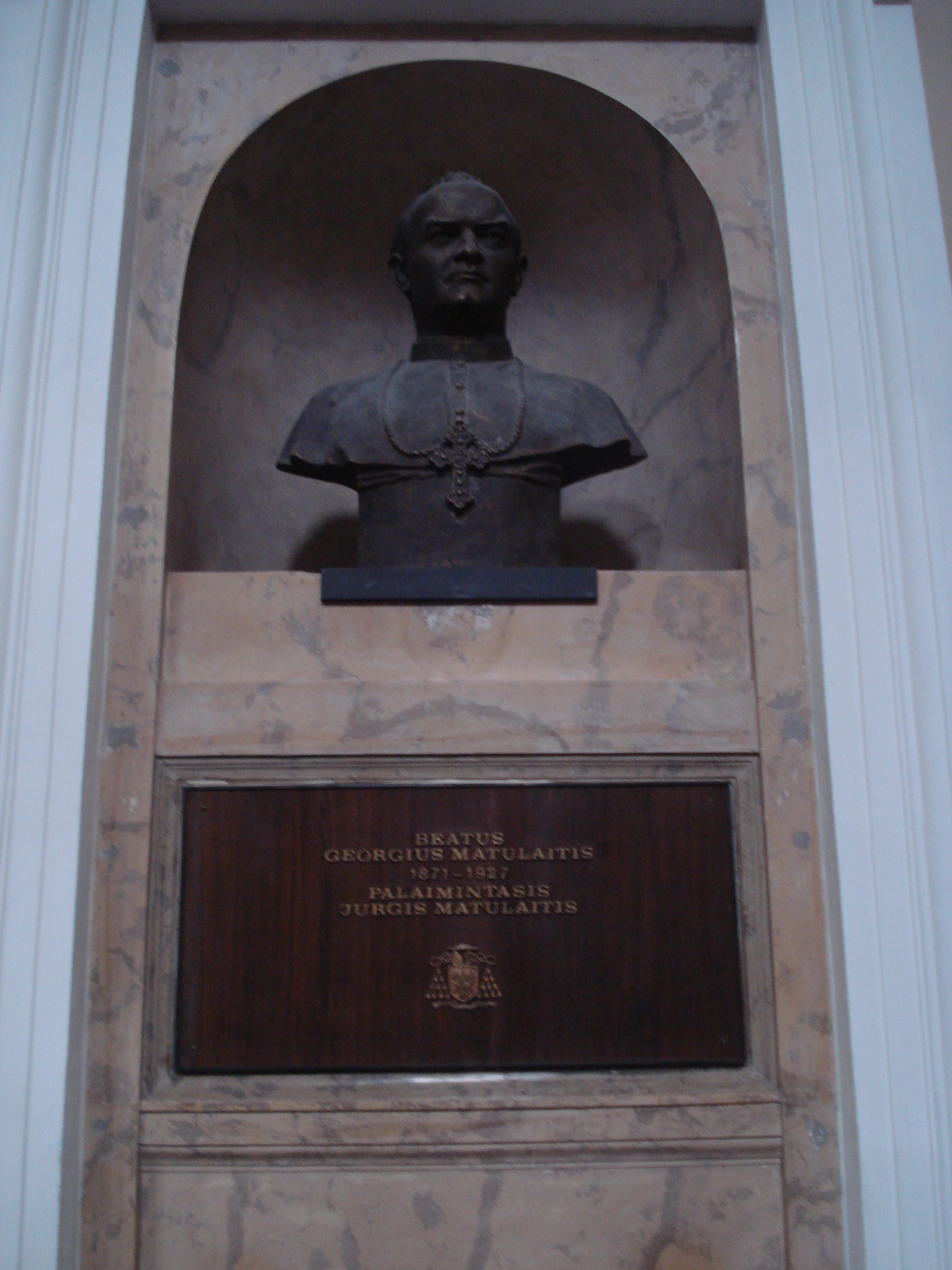
Бюст в Кафедральном соборе в Вильнюсе

Дело о беатификации было начато в 1953 году в Риме. В 1959 году Матулайтису был присвоен титул слуги Божьего. В связи с торжествами по случаю празднования 600-летия крещения Литвы 28 июня 1987 года папа римский Иоанн Павел II причислил Юргиса Матулайтиса-Матулевича к лику блаженных.
В июле 1987 года была освящена капелла блаженного Юргиса Матулайтиса в церкви ордена мариан в городе Мариямполе, где над алтарём установлен реликварий с его останками.
Бронзовый бюст и мемориальная плита в 1993 году установлены в северном нефе Кафедрального собора Святого Станислава и Святого Владислава в Вильнюсе (автор бюста Константинас Богданас).